# Sainte-Anne, Loir-et-Cher
Sainte-Anne är en kommun i departementet Loir-et-Cher i regionen Centre-Val de Loire i de centrala delarna av Frankrike. Kommunen ligger i kantonen Vendôme 2e Canton som tillhör arrondissementet Vendôme. År 2022 hade Sainte-Anne 478 invånare.

## Befolkningsutveckling
Antalet invånare i kommunen Sainte-Anne
| Referens: INSEE |